# Batman: The Animated Series
Batman: The Animated Series (vaak afgekort tot Batman: TAS) is een Emmy Award-winnende Amerikaanse animatieserie gebaseerd op de Batman-strips van DC Comics. De serie liep van 1992 t/m 1995 met een totaal van 85 afleveringen.
De serie was de eerste van de moderne DC Comics series. De serie had geen banden met de voorgaande Batman animatieseries of ander DC Comics series, maar wel met een aantal later geproduceerde series.

## Inhoud
De serie volgt Bruce Wayne, alias Batman, in zijn strijd tegen de misdaad in Gotham City. Hij krijgt in de loop van de serie hulp van Dick Grayson, alias Robin, en Barbara Gordon (Batgirl).

## Overzicht
De serie werd deels geïnspireerd door Tim Burtons kassucces Batman en de Superman-cartoons uit de jaren 40.
Net als de animatieserie X-Men: The Animated Series was Batman: The Animated Series een stuk serieuzer en meer op een volwassen publiek gericht dan voorgaande superheldenseries. In hun pogingen de serie dezelfde donkere ondertoon te geven als de Batman-strips verlegden de producers veel grenzen. Zo waren in deze serie vuurwapens wel toegestaan terwijl die normaal zo veel mogelijk werden geweerd uit animatieseries.
De serie was een groot succes en won een aantal Emmy Awards, vooral voor de animatie en de sterke scenario's. In de serie speelden veel bekende acteurs die de stemmen van de schurken deden, zoals Mark Hamill als The Joker.
Vrijwel alle bekende vijanden van Batman kwamen voor in de serie. De serie maakte een aantal personages uit de strips bekend bij een groot publiek. Zo gaf de serie Mr. Freeze zijn tragische achtergrond die veel mensen aansprak. Ook introduceerde de serie een nieuw personage: Harley Quinn, die al snel overgenomen werd in de Batman-strips.
De serie liep in totaal twee seizoenen. Seizoen twee stond ook wel bekend als The Adventures of Batman & Robin, aangezien Robin rond deze tijd een vast personage was geworden in de serie.
Batman: the Animated Series heeft een grote invloed gehad op latere superheldenseries, vooral qua tekenstijl en ondertoon.

## Productie
De serie werd uitgezonden op Fox. Aanvankelijk stonden er 65 afleveringen op de planning, maar dit aantal werd vanwege het enorme succes uitgebreid naar 85.
De reden dat de serie na 85 afleveringen stopte had vermoedelijk te maken met de censuur die Fox oplegde aan zijn series, en waar ook Spider-Man: The Animated Series last van had. Na het stopzetten van de serie gingen de tekenaars zich bezighouden met Superman: The Animated Series. Later werden alsnog 24 nieuwe afleveringen van Batman gemaakt, maar die werden uitgezonden als The New Batman Adventures.

## Connecties met andere series
- Batman: The Animated Series is onderdeel van het zogenaamde “DC Animated Universe”, een naam gegeven aan een aantal animatieseries en films die zich afspelen in hetzelfde fictieve universum.
- Batman: The Animated Series werd opgevolgd door The New Batman Adventures. Deze serie vormde een direct vervolg op Batman: TAS.
- In 1999 kreeg de serie nog een vervolg getiteld Batman of the Future. Deze serie speelde zich 40 jaar later af, met een inmiddels oude Bruce Wayne als mentor van een nieuwe Batman.
- De Bruce Wayne/Batman uit deze serie was ook een vast personage in de series Justice League en Justice League Unlimited.
- Batman: TAS had een aantal crossovers met de series Static Shock en Superman: The Animated Series.

## Afleveringen
Enkele afleveringen van de serie hadden een grote impact op de kijkers, zoals de met een Emmy Award bekroonde aflevering Hearth of Ice waarin Mr. Freeze’s verleden werd onthuld. Andere afleveringen die hoog scoorden waren Joker’s Favor (waarin Harley Quinn haar debuut maakte), Robin’s Reckoning, Birds of a Feather (waarin Penguin centraal stond), Two-Face (voor zijn duistere, serieuze en respectvolle interpretatie van het gelijknamige personage), The Laughing Fish (door fans gezien als een van de beste afleveringen met The Joker), House and Garden (waarin een meer menselijke kant van Poison Ivy werd getoond), Harley and Ivy (die zich focuste op een samenwerking tussen Harley en Poison Ivy, een favoriet koppel bij fans), de dubbele aflevering Shadow of the Bat (waarin Batgirl haar debuut maakte) en Beware the Gray Ghost (waarin Adam West, de acteur die in de live-action serie Batman speelde, een gastrol had).

## Films
De serie kreeg een aantal vervolg films:
- Batman: Mask of the Phantasm (speelt zich af tussen seizoen 1 en 2)
- Batman & Mr. Freeze: SubZero (speelt zich af tussen deze serie en The New Batman Adventures.
- Batman: Mystery of the Batwoman (speelt zich af na 'Justice League Unlimited).

## Rolverdeling

### Hoofdrolspelers
| Acteur              | Rol                                                                               |
| ------------------- | --------------------------------------------------------------------------------- |
| Kevin Conroy        | Bruce Wayne / Batman                                                              |
| Loren Lester        | Richard "Dick" Grayson / Robin / Nightwing                                        |
| Clive Revill        | Alfred Pennyworth (On Leather Wings, Christmas with the Joker en Nothing to Fear) |
| Efrem Zimbalist jr. | Alfred Pennyworth                                                                 |
| Bob Hastings        | Commissaris James Gordon                                                          |
| Robert Costanzo     | Rechercheur Harvey Bullock                                                        |
| Melissa Gilbert     | Barbara Gordon / Batgirl                                                          |

### Bijrollen / helpers
- Mari Devon - Summer Gleeson
- Marilu Henner - Veronica Vreeland
- Diana Muldaur - Dr. Leslie Tompkins
- Kevin Conroy - Thomas Wayne
- Richard Moll - Harvey Dent
- Ingrid Oliu - Agente Renee Montoya (1992 - 1994)
  - Liane Schirmer - Agente Renee Montoya (1994 - 1995)
- Brock Peters - Lucius Fox
- Lloyd Bochner - Burgemeester Hamilton Hill
- William Sanderson - Dr. Karl Rossum
- Meredith MacRae - Francine Langstrom
- Adrienne Barbeau - Selina Kyle/Catwoman
- Mary McDonald-Lewis - Maven
- Frank Welker - Isis, Selina Kyles huiskat
- Helen Slater - Talia al Ghul
- Julie Brown - Lily / Zatanna Zatara
- Richard Dysart - Dr. Bartholomew
- Kimmy Robertson - Alice Pleasance
- Adam West - Gray Ghost / Simon Trent
- Paul Winfield - Earl Cooper
- Candy Ann Brown - Marva Cooper

- Bill McKinney - Jonah Hex

### Schurken / antihelden
- Michael Ansara - Mr. Freeze
- Ed Asner - Roland Daggett
- Adrienne Barbeau - Catwoman
- George Dzundza - Ventriloquist/Scarface
- John Glover - Riddler
- Mark Hamill - Joker
- Aron Kincaid - Killer Croc
- Alison LaPlaca - Baby-Doll
- Roddy McDowall - Mad Hatter
- Richard Moll - Two-Face
- Kate Mulgrew - Red Claw
- Ron Perlman - Clayface
- Diane Pershing - Poison Ivy
- Henry Polic II - Scarecrow
- Alan Rachins - Clock King
- Henry Silva - Bane
- Marc Singer / Frank Welker- Man-Bat
- Meredith MacRae / She-Bat
- Helen Slater - Talia al Ghul
- Arleen Sorkin - Harley Quinn
- John Vernon - Rupert Thorne
- Diane Michelle - Candice
- David Warner - Ra's al Ghul
- Bruce Weitz - Lock-Up
- Paul Williams - Penguin
- Treat Williams - Professor Milo
- Jeff Bennett - H.A.R.D.A.C.
- Leslie Easterbrook - Randa
- Robert Ito - Kyodai Ken / Ninja
- Earl Boen - Rhino
- George DiCenzo - Ubu
- Walter Olkewicz - Carmine Falcone
- Michael York - Graaf Werner Vertigo / Montague Kane
- Thomas F. Wilson - Anthony 'Tony' Zucco
- Steve Susskind - Maxwell 'Maxie' Zeus
- Ray Buktenica - Dr. Hugo Strange
- Michael Pataki - Sewer King
- John Rhys-Davies - Baron Waclaw Jozek
- Joseph Maher - Dr. Emile Dorian
- Bruce Timm - Mad Bomber
- Matt Frewer - Sid the Squid
- Michael Gross - Lloyd Ventrix
- Michael Des Barres - Nostromos
- Dan O'Herlihy - Grant Walker
- George Murdock - Boss Biggis
- Nichelle Nichols - Thoth Khepera
- Bill Mumy - de "Fox"
- David Jolliffe - de "Vulture"
- Peter Scolari - de "Shark"